# Amelia Shankley
Amelia Shankley (nascida em 18 de junho de 1972, em Londres) é uma atriz britânica. É mais conhecida por interpretar o papel de Alice Liddell no filme de 1985, Dreamchild.